# USS LST-682
O USS LST-682 foi um navio de guerra norte-americano da classe LST que operou durante a Segunda Guerra Mundial.